# Alf Rolfsen
Alf Rolfsen est un peintre et muraliste norvégien, né à Kristiania (aujourd'hui Oslo) en Norvège le 28 janvier 1895 et mort le 10 novembre 1979.

## Famille
Rolfsen est né à Kristiania (aujourd'hui Oslo), en Norvège. Il est le fils de l'écrivain Nordahl Rolfsen (1848-1928) et de Hedevig Martha Hastrup Birch (1858-1937). Il épouse Ingrid Platou (1893-1980) en 1920. Il est le cousin du poète Nordahl Grieg (1902–1943) et de l'éditeur Harald Grieg (1894–1972).

## Carrière
Il étudie les beaux arts auprès de son maitre danois Peter Rostrup Bøyesen (1882-1952) à Copenhague de 1913 à 1916. Après avoir fait ses débuts à Copenhague en 1916, il part étudier à Paris de 1919 à 1920 où il est fortement influencé par André Derain (1880-1954). De retour chez lui en 1920, il organise sa première exposition personnelle, à Oslo. Rolfsen réalise aussi une série de voyages d'étude en Italie de 1921 à 1922.
En 1922, il se voit confier la tâche de peindre le mur de fondation de la salle d'exposition du nouveau Telegraph Building à Kongens gate 21 à Oslo. Le bâtiment est achevé en 1924 sur la base des plans des architectes Arnstein Arneberg (1882-1961) et Magnus Poulsson (1881-1958).
Rolfsen est fait Chevalier de l'Ordre suédois de l'étoile polaire en 1937 et Commandeur de l'Ordre royal norvégien de Saint-Olav en 1955. En 1951 il reçoit la médaille Prince Eugen. En 1971, il reçoit le prix honorifique du Conseil des arts de Norvège (Norsk kulturråds ærespris) et la Médaille de Saint-Hallvard (St. Hallvard-medaljen),,.

## Distinctions
- Chevalier de l'ordre royal de l'Étoile polaire.

## Galerie

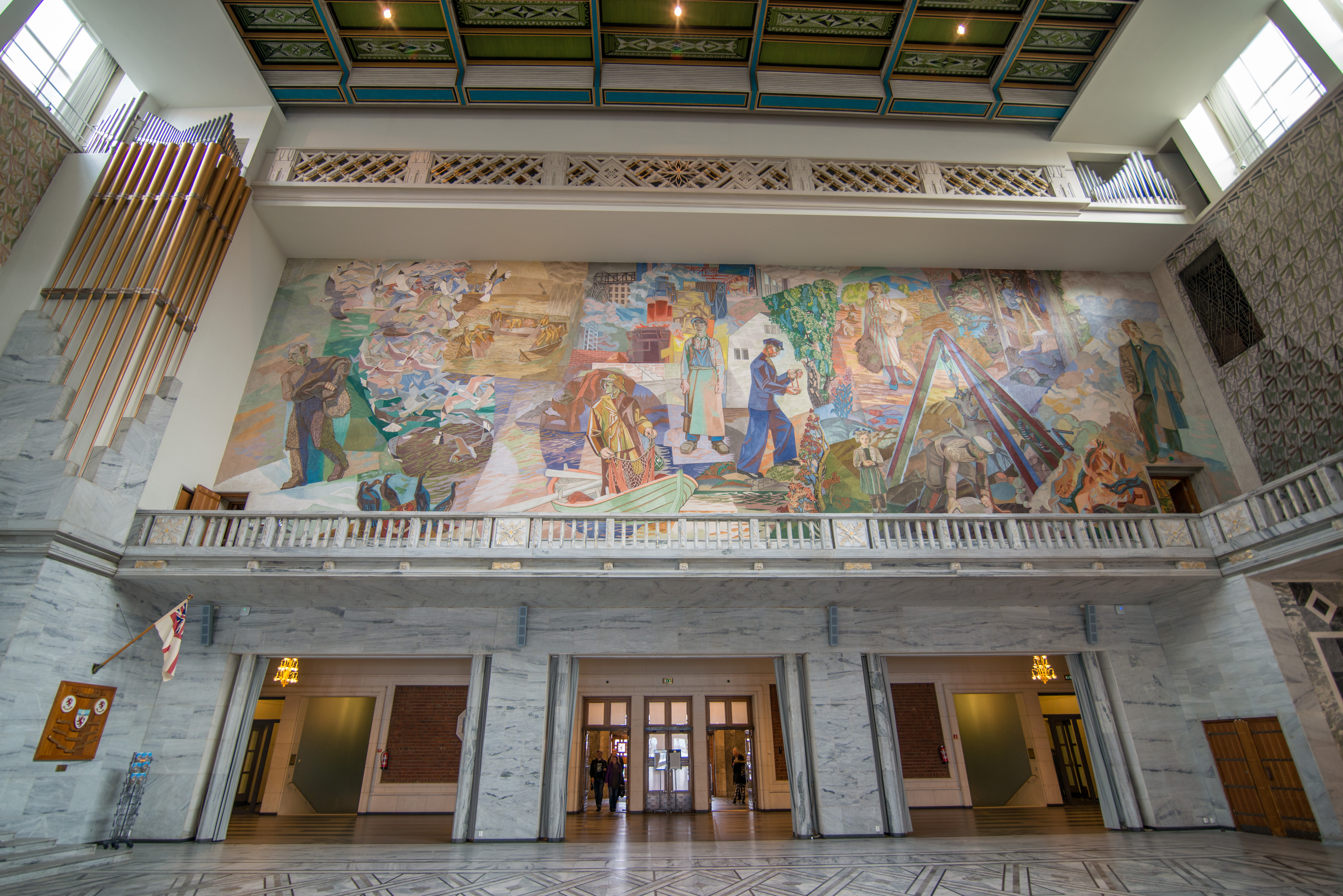
Hôtel de ville d'Oslo, site des cérémonies du prix Nobel de la paix
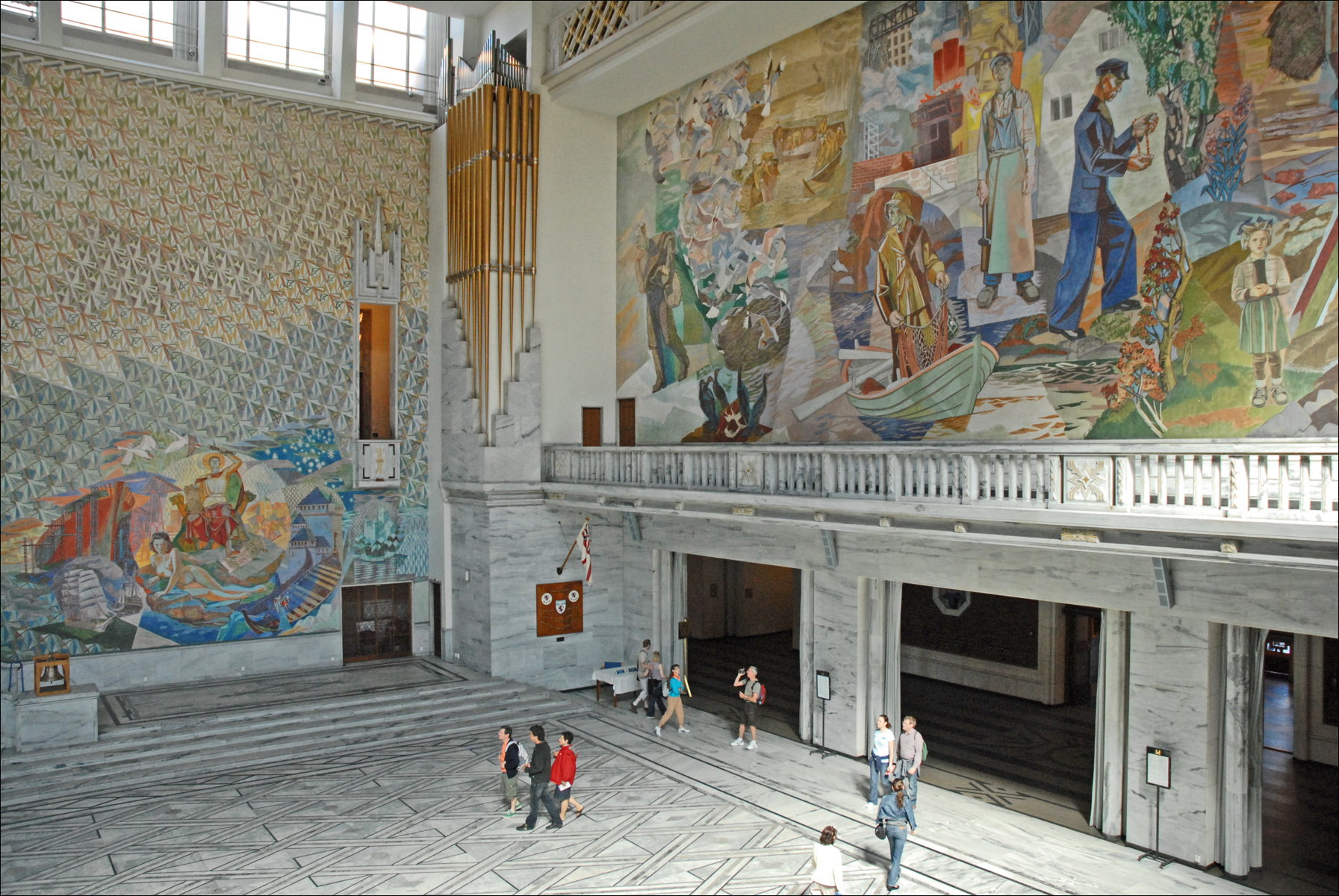
Fresques murale dans le hall central de l'hôtel de ville d'Oslo